# 近衛通

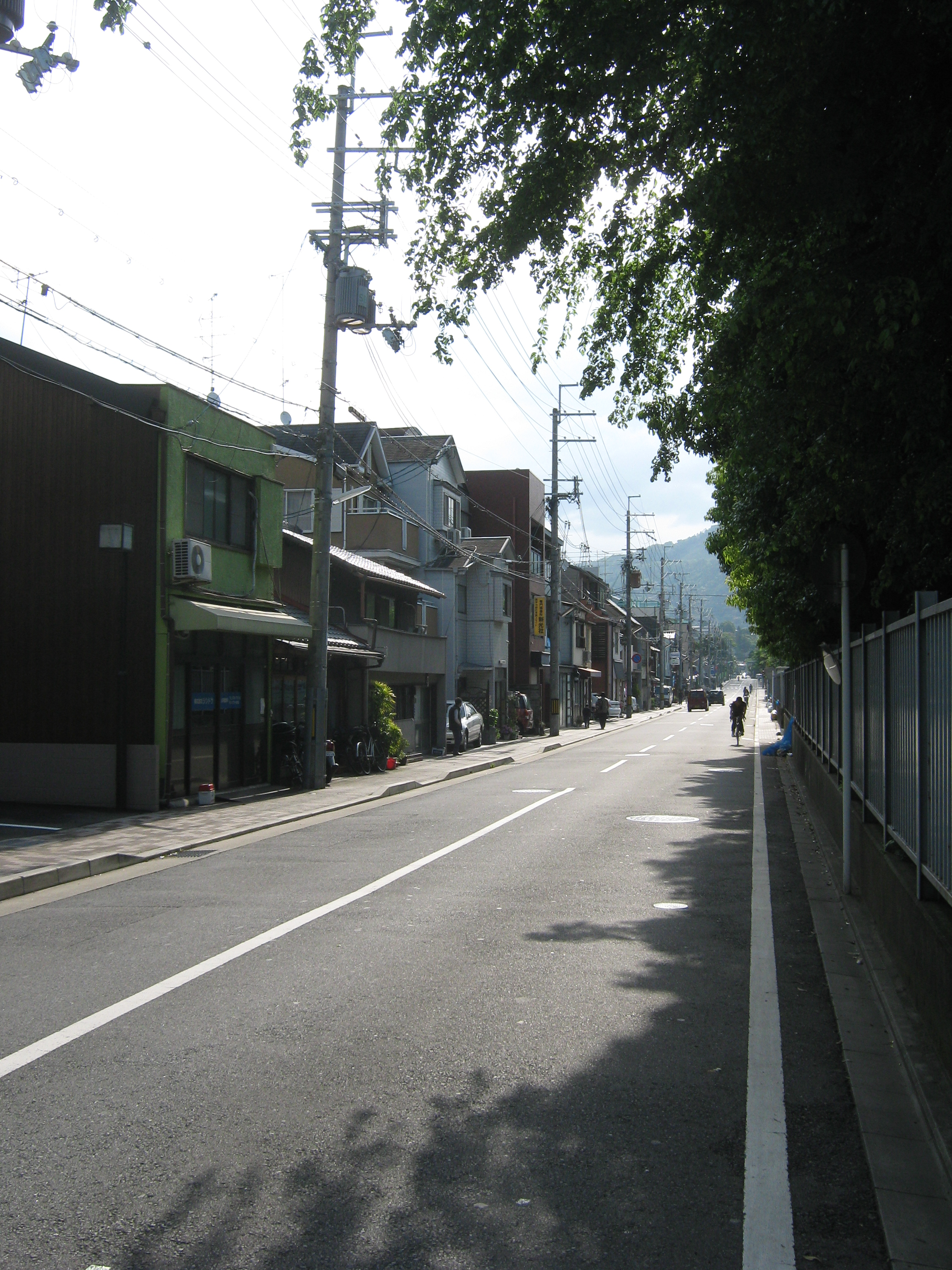
近衛通、京都市左京区

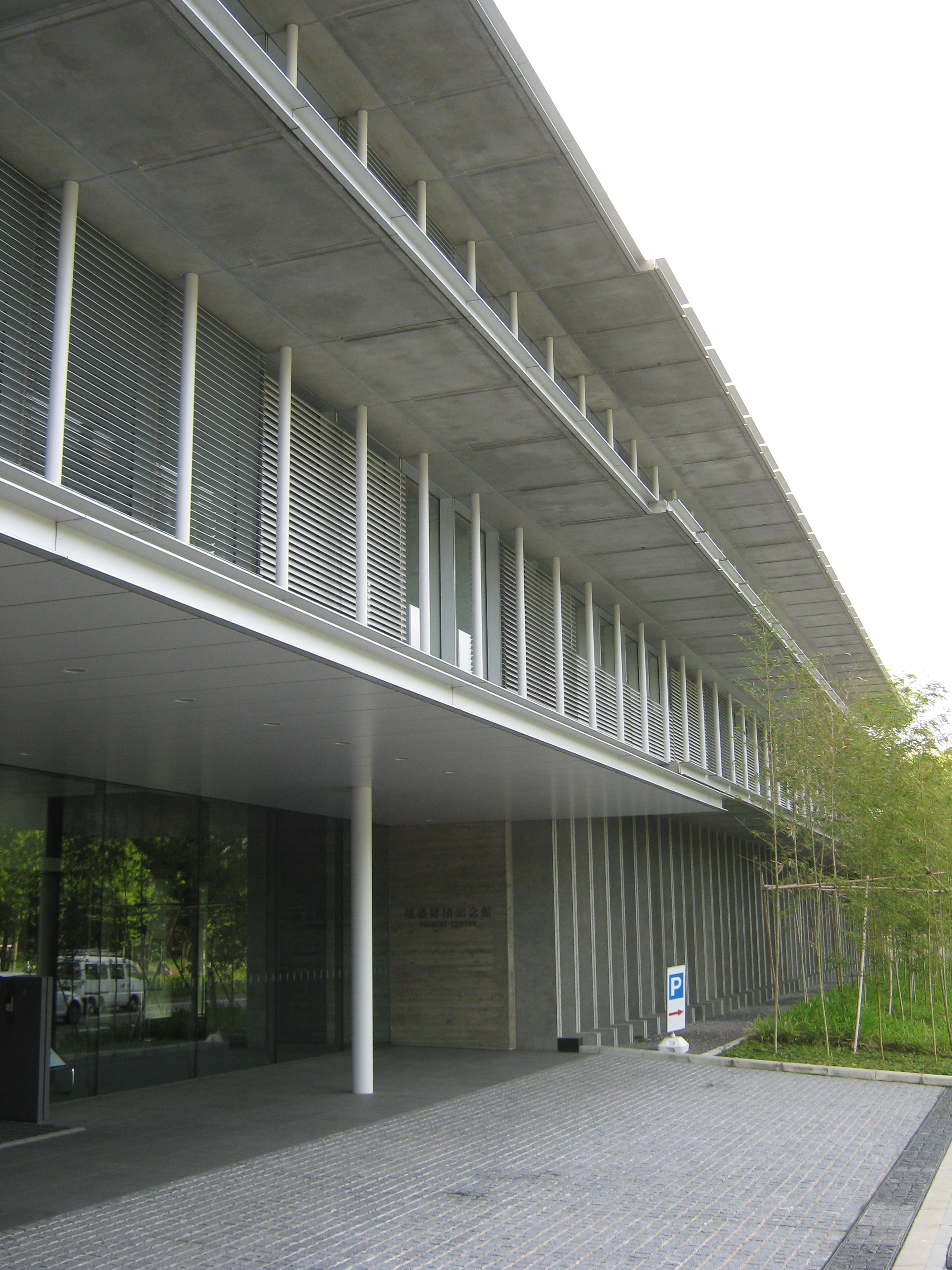
稲森財団記念館、京都市左京区近衛通川端通角

近衛通（このえどおり）は京都市左京区の東西の通りの一つ。延長の多くが学校敷地に面しており、一般建造物は少ない。西は鴨川に架かる荒神橋を介して荒神口通につながる。全区間歩道が整備されている。

## 沿道の主な施設
- 京都大学総合人間学部、人間・環境学研究科、吉田寮、楽友会館 東大路通北東角
- 京都市立近衛中学校 東大路東入
- 京都大学医学部附属病院 東大路南西角
- 京都大学医学部 東大路北西角
- 京都大学薬学部 鞠小路通西入
- 京都大学アジア・アフリカ地域研究研究科 川端通下ル
- 稲森財団記念館